# 戈羅季謝 (皮先卡區)
48°15′41″N 29°4′15″E / 48.26139°N 29.07083°E

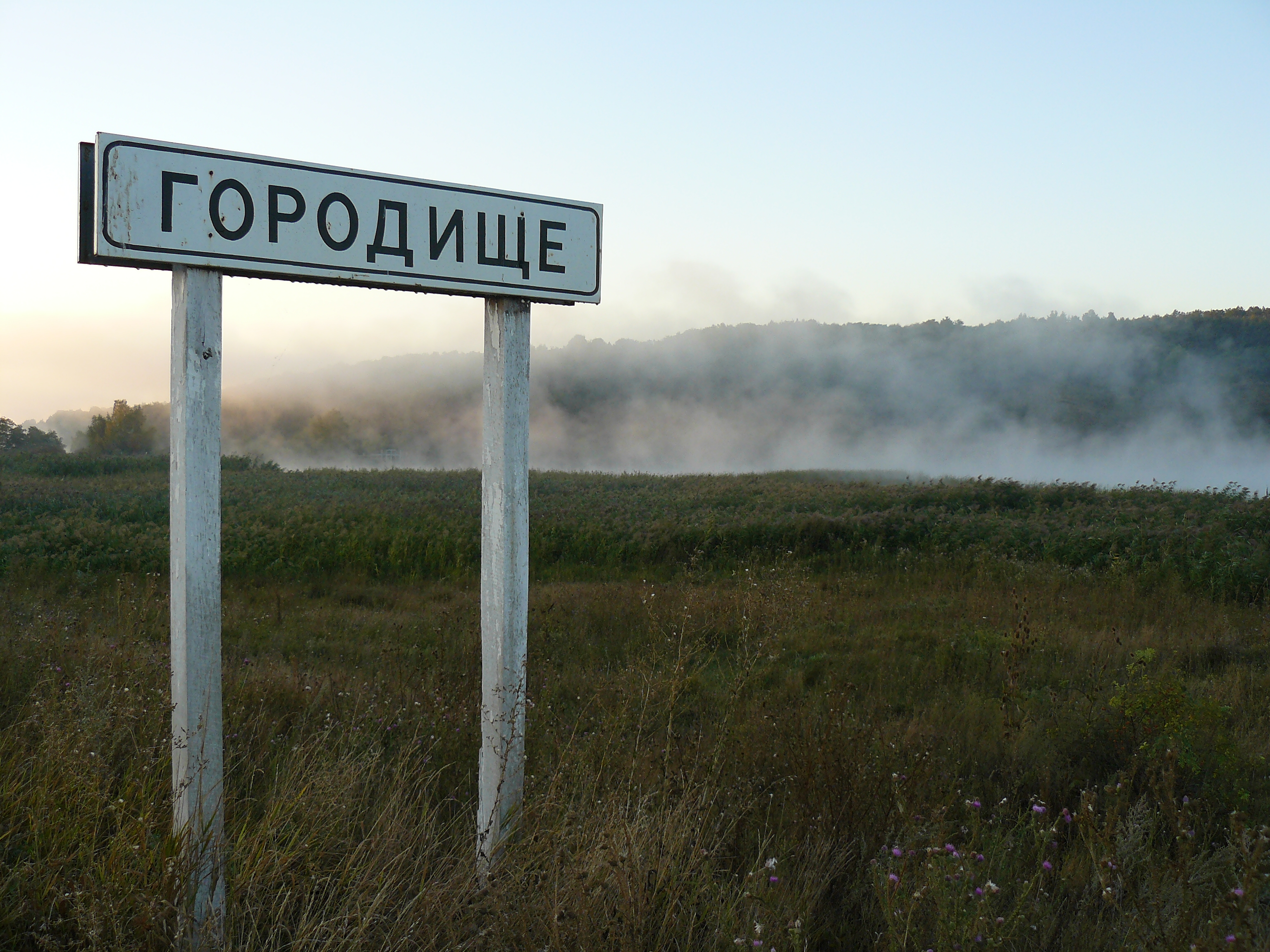

戈羅季謝（烏克蘭語：Городище）是位於烏克蘭西南部文尼察州裏圖利欽區的村莊，始建於1820年，面積2.97平方公里，海拔高度211米，2001年人口812，人口密度每平方公里273.03人。